# كلاتة خليل أباد (زنغلانلو)
كلاتة خليل أباد (بالفارسية: کلاته خلیل‌آباد) هي قرية تقع في إيران في قسم زنغلانلو الريفي. يقدر عدد سكانها بـ 174 نسمة بحسب إحصاء 2016.